# Drosera hirticalyx
Drosera hirticalyx este o specie de plante carnivore din genul Drosera, familia Droseraceae, ordinul Caryophyllales, descrisă de R.Duno și Culham.
Este endemică în Venezuela. Conform Catalogue of Life specia Drosera hirticalyx nu are subspecii cunoscute.